# Адашев, Фёдор Григорьевич
Фёдор Григо́рьевич Ада́шев († 1556) — стольник, окольничий (1547), боярин (1553), дипломат и воевода во времена правления Василия III Ивановича и Ивана IV Васильевича Грозного.
Сын Григория Адаш Ивановича Ольгова († 1511) и внук Ивана Головы Ольгова, происходил из костромских дворян Ольговых. Подписывался в грамотах Ольговым, Головиным и Адашевым.

## Биография
В ранней молодости поступил на великокняжескую службу. Первое упоминание находится в грамоте, где он подписался за отца и за себя: «а г духовной грамоте Федюк Адашов сын Головин руку свою приложил» (1510). Будучи сыном боярским, медленно продвигался по служебной лестнице, его имя не попадало в государевы разряды.
Упоминается при московском дворе, где он был одним из «лучших» детей боярских, которые, хотя в Думе и не живут, но исполняют различные поручения и посылаются на воеводства по городам (1536).
Во время приёма польского посла Никодима Техоновского исполнял обязанности стольника «А с медом подчивать Никодима послал князь великий к нему на подворье Фёдора Адашева сына Ольгова, а с ним пять сынов боярских молодых…» (13 августа 1536).
«Ближний человек», возглавил московское посольство в столицу Османской империи — Константинополь (декабрь 1538). В летописи записано под 7047 годом: «Тояж осени, декабря 26 (1538 года), великий князь послал в царствующий град к Турскому Салтану Федора Григорьевича Адашева, да с ним подьячего Никиту Бернядинова да сокольника с кречаты по Салтанову прошению…».
Во время малолетства великого князя и царя Ивана Васильевича — Фёдор Григорьевич смог устроить двух своих сыновей Алексея и Даниила стряпчими при государевом постельничем, где часто встречались с великим князем и вскоре с ним сблизились.
Сам Фёдор Григорьевич исполнял в это время разные поручения. Вместе с князем Романом Михайловичем Дашковым описывал Замосковскую волость в Вохне (1542-1543). Пожалован чином окольничего (1547). Вместе с другими окольничими сопровождал царя Ивана Грозного во время его первого похода на Казанское ханство (декабрь 1547). Сопровождал царя во всех его походах на Казань. В сохранившейся расходной книге Софийского дома помещена запись о пасхальных подарках, отправленных новгородским архиепископом Феодосием в Москву (март 1548). В списке получивших подарки (включавшем наиболее влиятельных лиц из окружении царя) фигурировали отец и сын Адашевы, что говорит о высоком статусе Адашевых. После неудачи второго казанского похода, русское командование построило крепость Свияжск, в двадцати верстах от Казани (1550). в которой он назначен одним из воевод, распоряжавшихся и охранявших строительство. Все эти воеводы под руководством князя Семёна Ивановича Микулинского были оставлены «годовать» в Свияжске на первый год. Когда царь Иван Грозный с войском подошёл к Свияжску (1552), его встречали за день пути все воеводы из крепости. А ещё раньше всем свияжским воеводам была прислана царская благодарность.
В самом Свияжске царя встречал 13 августа первый воевода, боярин князь Пётр Иванович Шуйский с товарищами. Фёдор Адашев сопровождал царя в его походе к самой Казани. 23 августа 1552 года русские полки расположились под Казанью. По царскому указы бояре и окольничие были разделены на восемь смен: им было велено по ночам по очереди «ездити круг города по полкам для береженья». В шестой смене были написаны боярин князь Пётр Семёнович Серебряный-Оболенский и окольничий Фёдор Григорьевич Адашев.
После взятии Казани вернулся и проживал в Москве, принимая активное участие в заседаниях Боярской думы. Влияние Адашевых при царском дворе достигло наивысшего размаха, они фактически руководили всем управлением в московском государстве.
Молодой царь Иван Грозный опасно заболел (1553) и возник вопрос о престолонаследии. Больной царь потребовал, чтобы все вельможи принесли клятвенную присягу на верность его малолетнему сыну Дмитрию. Удельный князь Владимир Андреевич Старицкий (двоюродный брат Ивана Грозного), сам претендовавший на царский престол, отказался целовать крест на верность малолетнему царевичу Дмитрию Ивановичу. Часть бояр поддерживала претензии Владимира Старицкого и открыто заявляла: «Как де служити малому мимо старого». «И бысть меж бояр, — рассказывает летопись, — брань велия и крик, и шум велик, и слова многие бранные». Больной царь начал говорить боярам: «коли вы сыну моему Димитрию креста не целуете, ин то у вас иной государь есть, а целовали есте мне крест и не одинова, чтобы есте мимо нас иных государей не искали».
Во время болезни царя выступил противником принесения присяги малолетнему царевичу Дмитрию. Он «учал противу государевых речей говорити» и возражал так: «Ведает Бог да ты Государь! Тебе государю и сыну твоему царевичу князю Дмитрею крест целуем, а Захарьиным нам Даниилу с братией не служити; сын твой, государь наш, ещё в пеленицах, а владети нами Захарьиным Даниилу с братией, а мы уж от бояр до твоего возрасту беды видали многие».
После выздоровления Ивана Грозного, Адашевы сохранили своё прежнее положение при царском дворе и Ф. Г. Адашев был пожалован в бояре (1553). Отправлен вторым воеводой в Казань (1554).
Умер († 1556), приняв перед смертью монашество под именем Арсения. Его сыновья внесли на помин души отца большой денежный вклад (200 рублей) в Кирилло-Белозерский монастырь.
На древнем святом образе Благовещения Пресвятой Богородицы в Казани в XVI веке были серьги жемчужные: «данья Федора Адашева».

## Родословная Адашевых
Федор Григорьевич был у Царя и великого князя Ивана Васильевича всея Руси был боярином. У Федора дети: Алексей, у царя-же и великого князя Ивана Васильевича всея Руссии был окольничем, да Данило окольничей же. У Данилы сын Торх.
А Одашевы прежде Федора отца Григорья слыли Олговы, а Одашевы почели слыть от Федора Григорьевича Одашева, а Григорью было прозвище Адашъ а слыл Олгов, а сыскано поче слыли Олговы в Казансской книге, как посылал князь великий Василий Иванович к Яналею царю Казанскому с грамотою и в грамоте написано послал есми к тебе ближнево к тебе моего человека Федора Одашева сына Олгова.
В синодике Московского Чудова монастыря имелась запись: «род Федора Адашева: Григорья. Агрипину. Инока Евсигнея. Священно-диакона инока Тихона. Матрону. Андрея. Димитрия».

## Дети
- Алексей Фёдорович Адашев († 1560) — рында (1547), окольничий (1550), фаворит и приближенный царя Ивана Грозного.
- Даниил Фёдорович Адашев († 1562) — стряпчий (1551), окольничий (1559) и полковой воевода.
- Ульяна — замужем за Данилой Петровичем Головиным.